# Montrose (circonscription du Parlement d'Écosse)
Pour les articles homonymes, voir Montrose.
Montrose dans le Forfarshire était un Burgh royal qui a élu un Commissaire au Parlement d'Écosse et à la Convention des États.
Au moment des Actes d'Union de 1707, le commissaire de Montrose fut choisi comme l'un des représentants écossais au premier Parlement de Grande-Bretagne. À partir des élections générales de 1708, Montrose, Aberdeen, Arbroath, Brechin et Inverbervie ont formé le district d'Aberdeen, envoyant un membre à la Chambre des communes de Grande-Bretagne.

## Liste des commissaires de burgh
- 1357: Richard de Cadyock[1] et John Clerk[2]
- 1367: Eliseus Falconer et Thomas Black[3]
- 1504: George Stirling[4]
- 1543: John Ogilvy[5]
- 1563, 1567, 1568: John Erskine de Dun[6]
- 1568: provost de Montrose[7], James Mason (en l'absence du provost)[8]
- 1569 convention: John Erskine of Dun[6]
- 1578 convention: — Leighton[9]
- 1579: George Petrie[10]
- 1581: Robert Leighton[9]
- 1583: James Mason[8]
- 1587: Robert Leighton[9]
- 1593: James Wishart[11]
- 1597 convention: William Murray[12]
- 1612: Patrick Leighton[9]
- 1615–16: James Mill[13]
- 1617 convention, 1617, 1621: William Ramsay[14]
- 1625 convention, 1628–33: Robert Keith[15]
- 1630 convention: Patrick Leighton[9]
- 1639–40: Robert Keith[15]
- 1643–44 convention: Andrew Gray[16]
- 1644: Robert Beattie[17]
- 1645: Robert Tailyour[18]
- 1645–47, 1648: James Pedie[10]
- 1649: Andrew Gray[16] or James Milne[19]
- 1651: Walter Lyell[20]
- 1661: John Ronnald[21]
- 1665 convention, 1667 convention, 1669–74, 1678 convention: Robert Tailyour[18]
- 1681–82: Robert Rennald[21]
- 1685–86: James Mill, merchant, bailli [22]
- 1689 (convention), 1689–1702: James Mudie[23]
- 1702–7: James Scott de Logie[24]